# Unie van Noord-Afrikaanse voetbalbonden

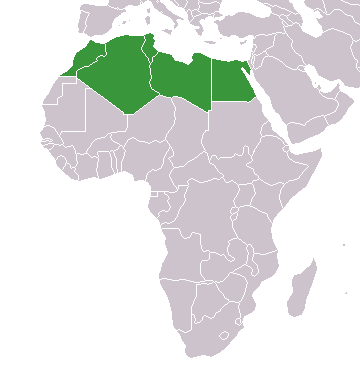
Landen die lid zijn van de UNAF.

De Unie van Noord-Afrikaanse voetbalbonden of Union of North African Football (Arabisch: اتحاد شمال إفريقيا لكرة القدم) is de voetbalbond van landen in Noord-Afrika. De bond werd opgericht, door vijf landen, op 26 februari 2005. De bond organiseert verschillende voetbaltoernooien. Veel daarvan zijn jeugdtoernooien voor landenteams. Daarnaast is er ook een clubcompetitie, die werd in 2015 voor de eerste keer gespeeld.

## President
Het voorzitterschap wordt gerouleerd onder de vijf leden.
| President              | Years     |
| ---------------------- | --------- |
| Samir Zaher            | 2005–2008 |
| Mohamed Raouraoua      | 2008–2011 |
| Ali Fassi-Fihri        | 2011–2014 |
| Wadi Jari              | 2014–2018 |
| Jamal Al-Jaafari       | 2018–2019 |
| Abdelhakim Al-Shalmani | 2019–     |

## Leden
Overzicht van de landen die lid zijn van de UNAF.
| Land     | Lid vanaf | Nationale bond          |
| -------- | --------- | ----------------------- |
| Algerije | 2005      | Algerijnse voetbalbond  |
| Egypte   | 2005      | Egyptische voetbalbond  |
| Libië    | 2005      | Libische voetbalbond    |
| Marokko  | 2005      | Marokkaanse voetbalbond |
| Tunesië  | 2005      | Tunesische voetbalbond  |